# Lista odcinków serialu Millerowie
Poniżej znajduje się lista odcinków serialu telewizyjnego Millerowie – emitowanego przez amerykańską stację telewizyjną  CBS od 3 października 2013 roku. W Polsce serial jest dostępny od 1 stycznia 2014 roku  w usłudze nSeriale. Natomiast w telewizji jest emitowany od 19 marca 2014 roku przez Universal Channel
| Sezon | Sezon | Odcinki     | Premiera sezonu      | Finał sezonu | Premiera        | Finał          | Wydanie DVD      | Wydanie DVD | Wydanie DVD |
| Sezon | Sezon | Odcinki     | Premiera sezonu      | Finał sezonu | Premiera        | Finał          | Region 1         | Region 2    | Region 4    |
| ----- | ----- | ----------- | -------------------- | ------------ | --------------- | -------------- | ---------------- | ----------- | ----------- |
|       | 1     | 23          | 3 października 2013  | 15 maja 2014 | 1 stycznia 2014 | 4 czerwca 2014 | 19 sierpnia 2014 | brak danych | brak danych |
|       | 2     | brak danych | 30 października 2014 | brak danych  | brak danych     | brak danych    | brak danych      | brak danych | brak danych |

## Sezon 1 (2013-2014)
| Nr | #  | Tytuł                              | Polski tytuł            | Reżyseria     | Scenariusz                         | Premiera             | Premiera         |
| -- | -- | ---------------------------------- | ----------------------- | ------------- | ---------------------------------- | -------------------- | ---------------- |
| 1  | 1  | Pilot                              | Pilot                   | James Burrows | Greg Garcia                        | 3 października 2013  | 1 stycznia 2014  |
| 2  | 2  | Stuff                              | Wojna o kwaterę         | James Burrows | Stephnie Weir                      | 10 października 2013 | 8 stycznia 2014  |
| 3  | 3  | The Phone Upgrade                  | Nowy telefon            | James Burrows | Bobby Bowman                       | 17 października 2013 | 15 stycznia 2014 |
| 4  | 4  | The Mother Is In                   | Mateczna troska         | James Burrows | Austen Earl                        | 24 października 2013 | 22 stycznia 2014 |
| 5  | 5  | Giving the Bird                    | Papużka rozłączka       | James Burrows | Gina Gari                          | 31 października 2013 | 29 stycznia 2014 |
| 6  | 6  | Stuff                              | Pamiątki                | James Burrows | Stephnie Weir                      | 7 listopada 2013     | 5 lutego 2014    |
| 7  | 7  | The Talk                           | Pogadanka               | James Burrows | Stephnie Weir                      | 14 listopada 2013    | 12 lutego 2014   |
| 8  | 8  | Internet Dating                    | Randka w sieci          | James Burrows | Chadd Gindin                       | 21 listopada 2013    | 19 lutego 2014   |
| 9  | 9  | You're in Trouble                  | Córeczka tatusia        | James Burrows | Elizabeth Tippet                   | 5 grudnia 2013       | 26 lutego 2014   |
| 10 | 10 | Carol's Parents Are Coming to Town | Wizyta rodziców Carol   | James Burrows | Bobby Bowman                       | 12 grudnia 2013      | 5 marca 2014     |
| 10 | 11 | Dear Diary                         | Drogi pamiętniku        | James Burrows | Austen Earl                        | 2 stycznia 2014      | 12 marca 2014    |
| 12 | 12 | Miller's Mind                      | Knowania Nathana        | James Burrows | Chadd Gindin                       | 9 stycznia 2014      | 19 marca 2014    |
| 13 | 13 | Driving Miss Crazy                 | Z teściową na pokładzie | James Burrows | Stephnie Weir                      | 30 stycznia 2014     | 26 marca 2014    |
| 14 | 14 | Carol's Surprise                   | Zaskoczyć Carol         | James Burrows | Elizabeth Tippet                   | 6 lutego 2014        | 2 kwietnia 2014  |
| 15 | 15 | You Betcha                         | Wspólny mianownik       | James Burrows | Guy Endore-Kaiser                  | 27 lutego 2014       | 9 kwietnia 2014  |
| 16 | 16 | Bahama Mama                        | Mama na Bahama          | James Burrows | Bob Daily                          | 6 marca 2014         | 16 kwietnia 2014 |
| 17 | 17 | Plus One                           | Kolacja z prezydentem   | James Burrows | Chadd Gindin                       | 13 marca 2014        | 23 kwietnia 2014 |
| 18 | 18 | Walk-n-Wave                        | Jego wysokość Nathan    | James Burrows | Gina Gari                          | 3 kwietnia 2014      | 30 kwietnia 2014 |
| 19 | 19 | Cancellation Fee                   | Koszty rezygnacji       | James Burrows | Stephnie Weir                      | 10 kwietnia 2014     | 7 maja 2014      |
| 20 | 20 | Tomlandia                          | Tomilandia              | James Burrows | Austen Earl                        | 24 kwietnia 2014     | 14 maja 2014     |
| 21 | 21 | 0072                               | Agent 0072              | James Burrows | Chadd Gindin                       | 1 maja 2014          | 21 maja 2014     |
| 22 | 22 | Sex Ed Dolan                       | Namolny kochaś          | James Burrows | Bobby Bowman                       | 8 maja 2014          | 28 maja 2014     |
| 23 | 23 | Mother's Day                       | Dzień matki             | James Burrows | Max Reisman Sara Huffman Joe Ahern | 15 maja 2014         | 4 czerwca 2014   |

## Sezon 2 (2014-2015)
13 marca 2014 roku, stacja CBS zamówiła oficjalnie 2 sezon serialu Millerowie
| Nr | #  | Tytuł                                  | Polski tytuł         | Reżyseria     | Scenariusz                                  | Premiera                                          | Premiera         |
| -- | -- | -------------------------------------- | -------------------- | ------------- | ------------------------------------------- | ------------------------------------------------- | ---------------- |
| 24 | 1  | Movin' Out (Carol's Song)              | Wyprowadzka          | James Burrows | Chadd Gindin                                | 20 października 2014                              | 1 stycznia 2015  |
| 25 | 2  | Reunited and It Feels So Bad           | Zgoda nie w smak     | James Burrows | Stephnie Weir                               | 27 października 2014                              | 8 stycznia 2015  |
| 26 | 3  | Give Metta World Peace a Chance        | Ryzykowny wywiad     | James Burrows | Mark Stegemann                              | 3 listopada 2014                                  | 15 stycznia 2015 |
| 27 | 4  | You Are the Wind Beneath My Wings, Man | Kto mi dał skrzydła? | Phill Lewis   | Chris Harris                                | 10 listopada 2014                                 | 22 stycznia 2015 |
| 28 | 5  | CON-Troversy                           | Kontrowersje         | James Burrows | Guy Endore-Kaiser                           | 17 listopada 2014                                 | 29 stycznia 2015 |
| 29 | 6  | Diggin' Up Bones                       | Duchy przeszłości    | James Burrows | Austen Earl                                 | 21 stycznia 2015 (M-Net - RPA) CBS - 4 lipca 2015 | 19 lutego 2015   |
| 30 | 7  | When The Pope Comes Marching In        | Co na to papież?     | James Burrows | Bobby Bowman                                | 28 stycznia 2015 (M-Net - RPA) CBS 4 lipca 2015   | 26 lutego 2015   |
| 31 | 8  | Papa Was a Rolling Bone                | Nierodzinne święta   | James Burrows | Austen Earl                                 | 27 listopada 2014 (CTV Kanada) CBS 11 lipca 2015  | 5 lutego 2015    |
| 32 | 9  | Louise Louise                          |                      | James Burrows | Chadd Gindin, Austen Earl, Elizabeth Tippet | 4 lutego 2015 (M-Net - RPA) CBS 11 lipca 2015     | 5 marca 2015     |
| 33 | 10 | Highway To The Manager Zone            |                      | Marc Buckland | Elizabeth Tippet                            | 14 stycznia 2015 (M-Net - RPA) CBS 18 lipca 2015  | 12 lutego 2015   |
| 34 | 11 | Hero                                   |                      | James Burrows | Tim Stack                                   | 11 lutego 2015 (M-Net - RPA) CBS 18 lipca 2015    | 12 marca 2015    |